# Prat-Bonrepaux
Prat-Bonrepaux è un comune francese di 862 abitanti situato nel dipartimento dell'Ariège nella regione dell'Occitania.

## Società

### Evoluzione demografica
Abitanti censiti